# 이바나 바케로
이바나 바케로(Ivana Baquero, 1994년 6월 11일 ~ )는 스페인의 배우이다.

## 출연 작품
- 판의 미로 - 오필리아와 세 개의 열쇠
- 샨나라 연대기
- 알타 마르